# 10780 Apollinaire
10780 Apollinaire este o planetă minoră (asteroid) din centura de asteroizi. A fost descoperită pe 2 august 1991 la Observatorul European Austral de Eric Walter Elst și a fost numită după Guillaume Apollinaire. 
Obiectul prezintă o orbită caracterizată de o semiaxă mare de 2,6175567 UAi, o excentricitate de 0,2, o înclinație de 6,36466 ° în raport cu ecliptica.